# 비욘드 패럴렐
비욘드 패럴렐(Beyond Parallel)은 미국 전략국제문제연구소(CSIS)의 북한전문 사이트이다. 분단을 넘어 또는 휴전선을 넘어라고도 부른다.

## 역사
CSIS는 1962년 공화당 하원의원을 지낸 데이비드 앱시러가 영국의 국제전략문제연구소(IISS)를 본떠 만들었다. 헨리 키신저, 브레진스키, 제임스 슐레진저, 윌리엄 브로크가 대표적인 CSIS 출신 인물이다.
진보 성향의 브루킹스연구소, 보수 성향의 헤리티지재단과 함께 워싱턴 DC에서 가장 유력한 싱크탱크 중 하나로, 중립적이고 초당파적인 연구 성과를 인정받고 있다. 박사급 연구원만 220여 명이 포진해 있다.
2016년, 빅터 차 박사는 최근 CSIS 차원에서 '휴전선을 넘어(Beyond Parallel)'라는 이름의 자료구축 웹사이트를 개설했다. 이 사이트는 공공외교를 담당하는 한국 외무부 산하기관인 한국국제교류재단(KF)의 자금 지원 등으로 만들어졌다. 38노스와 함께 북한 핵문제 등에 전문가 기고를 하는 사이트로, 한국 언론과 정부에서 자주 인용하는 공신력 있는 출처다.
빅터 차 박사는 한국계 미국인으로, 컬럼비아 대학교에서 정치학 박사학위를 취득했으며, 2004년 12월부터 2007년 5월까지 미국 국가안전보장회의(NSC)의 아시아 담당국장이었다. 그는 대북 문제에 대하여 조지 W. 부시 대통령에게 최측근에서 조언하는 사람 중 하나였다.
북한 핵문제를 분석, 보고하는 38노스가 비욘드 패럴렌 보다 먼저 만들어졌고, 여기에는 한국 국무총리실 산하 대외경제정책연구원이 자금지원을 해왔다. 그러나 2018년 38노스의 인사 문제에 한국 문재인 정부가 불만을 표시해 자금지원을 중단해, 새로운 제휴대상을 모색, 미국 싱크탱크 스팀슨 센터의 사이트가 되었다. 스팀슨 센터 출신으로 유명한 사람은 2005년부터 2009년까지 조지 W. 부시 정부의 국무장관을 지낸 콘돌리자 라이스가 1991년부터 2001년까지 이사였다.
2020년 기준으로는 비욘드 패럴렐만 한국 정부가 자금지원을 하고 있다.

## 같이 보기
- 38노스